# (28068) Stephbillings
(28068) Stephbillings est un astéroïde de la ceinture principale d'astéroïdes.

## Description
(28068) Stephbillings est un astéroïde de la ceinture principale d'astéroïdes. Il fut découvert le 17 août 1998 à Socorro (Nouveau-Mexique) par le projet LINEAR. Il présente une orbite caractérisée par un demi-grand axe de 2,32 UA, une excentricité de 0,17 et une inclinaison de 4,9° par rapport à l'écliptique.

## Compléments